# Рязанов, Виктор Тимофеевич
Ви́ктор Тимофе́евич Ряза́нов (3 января 1949, Ряжск, Рязанская область — 29 мая 2020, Санкт-Петербург) — советский и российский учёный, экономист, специалист в области политической экономии, теории экономического развития России. Декан экономического факультета Санкт-Петербургского государственного университета (1989—1994), заведующий кафедрой экономической теории экономического факультета СПбГУ (1995—2020). Доктор экономических наук, профессор. Заслуженный работник высшей школы Российской Федерации.

## Биография

### Ранние годы

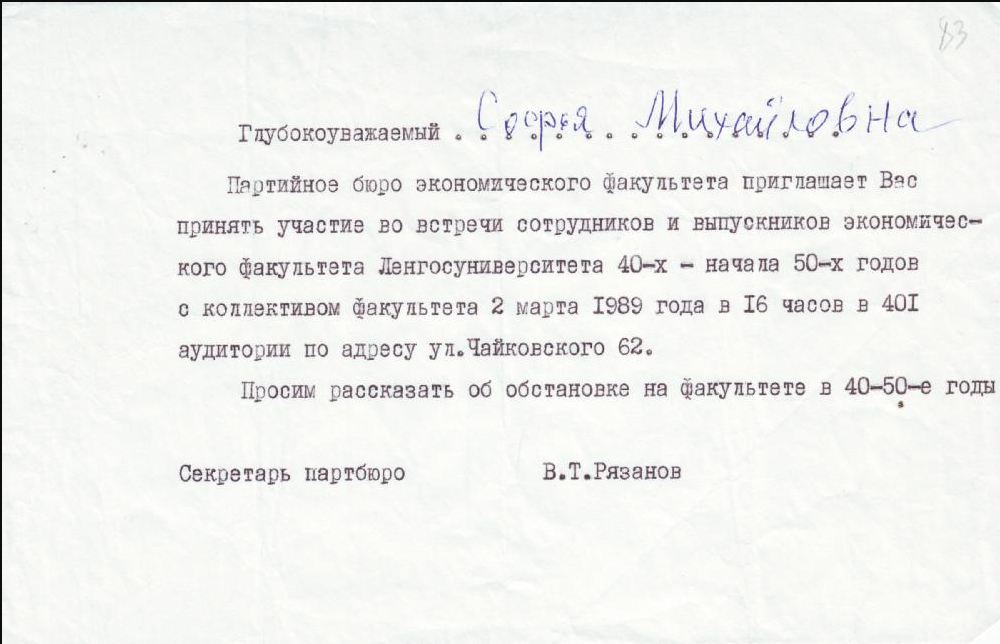
Приглашение С. М. Фирсовой на встречу сотрудников и выпускников экономического факультета ЛГУ. Март 1989 года, Ленинград. Подписано В. Т. Рязановым как парторгом факультета. Экспонат фонда Музея ГУЛАГ.

Виктор Тимофеевич Рязанов родился 3 января 1949 года в городе Ряжске Рязанской области в семье офицера Советской армии. С детства он много читал, прекрасно учился в школе и, поскольку интересовался социальными вопросами, в возрасте 17 лет поступил на вечернее отделение экономического факультета Ленинградского государственного университета по специальности «Политическая экономия», которое с отличием окончил в 1972 году. С 1968 года работал в Научно-исследовательском институте комплексных социальных исследований при Ленинградском университете. По окончании университета получил квалификацию «Экономист. Преподаватель политической экономии». С ноября 1972 года по декабрь 1973 года находился на срочной службе в Советской армии. После был принят на должность ассистента кафедры политической экономии Ленинградского университета. В 1978 году окончил аспирантуру по направлению «политическая экономия», а 19 декабря 1979 года получил учёную степень кандидата экономических наук в области политической экономии. Являлся секретарём партийного бюро экономического факультета. С 1975 года по 1980 год выполнял обязанности заместителя заведующего кафедрой и заместителя декана экономического факультета и являлся председателем Совета молодых учёных факультета.

### Декан экономического факультета ЛГУ / СПбГУ
В 1987 году Рязанов защитил докторскую диссертацию и 10 июня 1988 года получил учёную степень доктора экономических наук, а в 1990 году ему присвоено учёное звание профессора по кафедре политической экономии Ленинградского университета. В 1989 году был назначен деканом экономического факультета и проработал в этой должности до марта 1994 года.

### Заведующий кафедрой экономической теории экономического факультета СпбГУ
В 1995 году перешёл на должность заведующего кафедрой экономического факультета СпбГУ. Добился значительных научных успехов в области теоретических и прикладных проблем экономики, внёс значительный вклад в развитие ряда её областей и подготовку специалистов. Основная область научных интересов Рязанова была связана с изучением экономической методологии, теории национального хозяйства, теории и истории хозяйственного устройства России, её экономического развития. В своих научных исследованиях и в учебном процессе Рязанов ориентировался на сохранение своеобразия российской экономики и общества, что является одной из традиций отечественной научной школы. Специалистами отмечены высокий профессионализм, новизна и глубина содержания курсов лекций, читаемых Рязановым. При определяющем участии Рязанова впервые в постсоветской России в 1993 году на экономическом факультете был подготовлен фундаментальный учебный курс «Экономический строй России», в основу которого легли авторские разработки теории хозяйственного развития России.

## Работа в учёных советах
С 1989 по 2014 годы Рязанов являлся председателем диссертационного совета Д 212.232.27 по защите докторских диссертаций по специальности политическая экономия (экономическая теория) при СПбГУ. За период работы в диссертационном совете им были подготовлены 25 кандидатов и 7 докторов экономических наук. Рязанов в этот период также являлся членом Учёного совета СПбГУ и Учёного совета экономического факультета СПбГУ.

## Экспертная работа и участие в работе научно-исследовательских организаций и научных изданий
Рязанов выступал в качестве эксперта Плановой комиссии Ленсовета, Союза промышленников и предпринимателей Санкт-Петербурга, Санкт-Петербургской Торгово-промышленной палаты, работал в составе экспертных советов Высшей аттестационной комиссии СССР и Российской Федерации и Российского гуманитарного научного фонда. Рязанов принимал активное участие в работе Вольного-экономического общества, являлся членом президиума правления. Входил в состав правления Международного фонда им. Н. Д. Кондратьева, Философско-экономического научного собрания МГУ. Получил звание действительного члена Российской академии естественных наук и Академии гуманитарных наук, занимал пост вице-президента Академии философии хозяйства.
С 1989 года в течение более 25 лет Рязанов выполнял обязанности ответственного редактора журнала «Вестник Санкт-Петербургского университета», серия «Экономика». В последние годы являлся заместителем главного редактора журнала «Вопросы политической экономии», членом редколлегий российских журналов «Экономист», «Философии хозяйства», «Проблемы современной экономики», «Вопросы новой экономики».

## Оценка
Доктор экономических наук Г. И. Ханин в своих работах считает важными труды Рязанова по экономической истории России.

## Награды
- Заслуженный работник высшей школы Российской Федерации (30 июля 1999 года) — за заслуги в научно-педагогической работе и подготовку высококвалифицированных специалистов[6];
- Первая премия правительства Санкт-Петербурга за научные достижения (1999), за монографию «Экономическое развитие России. Реформы и российское хозяйство в XIX-XX вв.»[2];
- Серебряная медаль Международного фонда Н. Д. Кондратьева (2001)[7];
- Почётная грамота Министерства образования и науки Российской Федерации (2005);
- Орден Дружбы (11 июня 2011 года) — за достигнутые трудовые успехи и многолетнюю плодотворную работу[4][8];
- Награда Международной политэкономической ассоциации «За выдающиеся достижения в области политической экономии в XXI веке» (2017), за книгу «(Не)Реальный капитализм. Политэкономия кризиса и его последствия для мирового хозяйства и России». М., 2016 / «The Distinguished Achievement award in Political Economy for the Twenty-First Century»[4];
- Памятный знак «МПА СНГ. 25 лет» (12 апреля 2018 года) — за содействие в деятельности Межпарламентской Ассамблеи и её органов[9];
- Специальная премия Вольного экономического общества России за вклад в развитие экономической теории (2019), за монографию «Современная политическая экономия: перспективы неомарксистского синтеза». СПб., 2019[7].

## Научные работы
Является автором около 300 научных публикаций. Ряд работ переведён на иностранные языки (в частности, английский, немецкий, китайский, польский). Выпустил 8 индивидуальных монографий и являлся соавтором свыше 25 коллективных монографий. В 2000—2018 годах принимал участие в конгрессах и конференциях по проблемам социально-экономического развития в Великобритании, Германии, Китае, Греции, Франции, Чехии, Польше и на Кубе.

### Основные труды
- Рязанов В. Т. Распределение по труду: экономический и социальный аспекты. — Ленинград : Изд-во ЛГУ, 1984. — 208 с.
- Социалистическая предприимчивость / Горланов Г. В., Карпов В. В., Рязанов В. Т.. — Москва: Экономика, 1988. — 255 с. — ISBN 5-282-00368-6
- Рязанов В. Т., Волчков Н. А., Горланов Г. В., Максимов С. Н./ Хозяйственный бюрократизм и пути его преодоления. Издательство Санкт-Петербургского университета, 1989. — 222 с.
- Экономическая теория на пороге XXI века. Рязанов В. Т., Пахомова Н. В., Смирнов И. К., Шевелев А. А., Соколов Б. И., Широкорад Л. Д., Погребняк А. А., Рыбаков Ф. Ф., Ушанков В. А., Осипов Ю. М., Дроздова Н. П., Румянцев М. А., Волков С. Д., Дятлов С. А. Монография / Академия гуманитарных наук, МГУ. Центр общественных наук. Экономический факультет Санкт-Петербургского государственного экономического университета. Москва, 1998. Т. 2. — 768 c. — ISBN 5-7975-0055-8;
- Рязанов В. Т. Экономическое развитие России. Реформы и российское хозяйство в XIX—XX вв. — СПб., Наука, 1998. — 796 с.
- Рязанов В. Т. Постлиберальная экономика и её возможности в преодолении кризиса в экономике России. Издательство Санкт-Петербургского университета, 1999.
- Рязанов В. Т. Кризис индустриализма и перспективы постиндустриального развития России в XXI веке. В кн.: Постиндустриальный мир и Россия/ под ред. В. Г. Хороса, В. А. Красильщикова. М., 2001. — 527 с.
- Рязанов В. Т. Модернизационные процессы в экономике стран Латинской Америки: уроки для России // Вестник Санкт-Петербургского университета. Серия 5. Экономика. — 2005. — № 3. — С. 76—89;
- Рязанов В. Т. Хозяйственный строй России: на пути к другой экономике. Методология, теория, опыт хозяйственного переустройства / Печатается по постановлению Редакционно-издательского совета экономического факультета Санкт-Петербургского государственного университета. Санкт-Петербург, 2009. — 463 с. — ISBN 978-5-288-04824-1;
- Рязанов В. Т. Время для новой индустриализации: перспективы России // Экономист, 2013. — № 8. — С. 3—32.
- Рязанов В. Т. Импортозамещение и новая индустриализация России, или как преодолеть стагнацию // Экономист, 2014. — № 11. — С. 3—19.
- Рязанов В. Т. (Не)Реальный капитализм: политэкономия кризиса и его последствий для мирового хозяйства и России : монография / В. Т. Рязанов. — Москва : Экономика, 2016. — 693 с. — ISBN 978-5-282-03458-5;
- Экономическая теория в Санкт-Петербургском университете. Путь в 200 лет: сборник статей, посвящённый 200-летию кафедры политической экономии (экономической теории) СПбГУ / под редакцией В. Т. Рязанова. — СПб.: Изд-во Санкт-Петербургского ун-та, 2019. — 351 с. — ISBN 978-5-288-05895-0
- Рязанов В. Т. Современная политическая экономия. Перспективы неомарксистского синтеза. — М.: Литрес, 2019—436 с. — ISBN 978-5-907115-44-6